# Csikósgorond
Csikósgorond (ukránul Чикош-Горонда [Csikos-Goronda]) falu Ukrajnában, Kárpátalján, a Beregszászi járásban.

## Fekvése
Gát délkeleti szomszédjában, a Kígyós-csatorna mellett fekvő település a Szernye-mocsárban.

## Nevének eredete
A Szernye-mocsár mélyén található Csikósgorond nevének előtagja eredetileg a csík halnévre utal, illetve a csíkászatra, ami a település létrejöttének alapját jelentette. (A magánhangzóhosszúság eltolódása a csikós szó hatására, vagyis a csíkos → csikós névváltozás például a Tolna vármegyei Csikóstőttős nevében is előfordul.) A név utótagját az ószláv gorond (= domb, kiemelkedés) szóból származtatják. Olyan helyet jelent tehát a név, ahol a mocsárból kiemelkedő szárazabb részen a csíkászat központja volt.

## Története
Csikósgorond a 19. század végén Gát településhez tartozó uradalmi tanya volt a közelében fekvő Nyárasgoronddal együtt.
A két Gorond település a Schönborn-uradalomhoz tartozott, ahol a 19. század végén az uradalom munkásai éltek, több családot magukba fogadó hosszú zsellérházakban, és az uradalomban állattenyésztőként dolgoztak, a sertés- és juhállományt gondozták, vagy fuvarosok, kocsisok voltak, vagy a környező földeken gabona- és takarmánytermeléssel foglalkoztak.
A két településre - az itt tartott több száz szarvasmarha gondozására, a majorsági földek művelésére - a hegyvidéki falvakból hoztak rutén pásztorokat, béreseket és kommenciósokat, akik itt letelepedtek, egy részük azonban később visszatért falujába.
1900-ban a két településnek (Csikósgorondnak és Nyárasgorondnak) összesen 357 rutén lakosa volt.

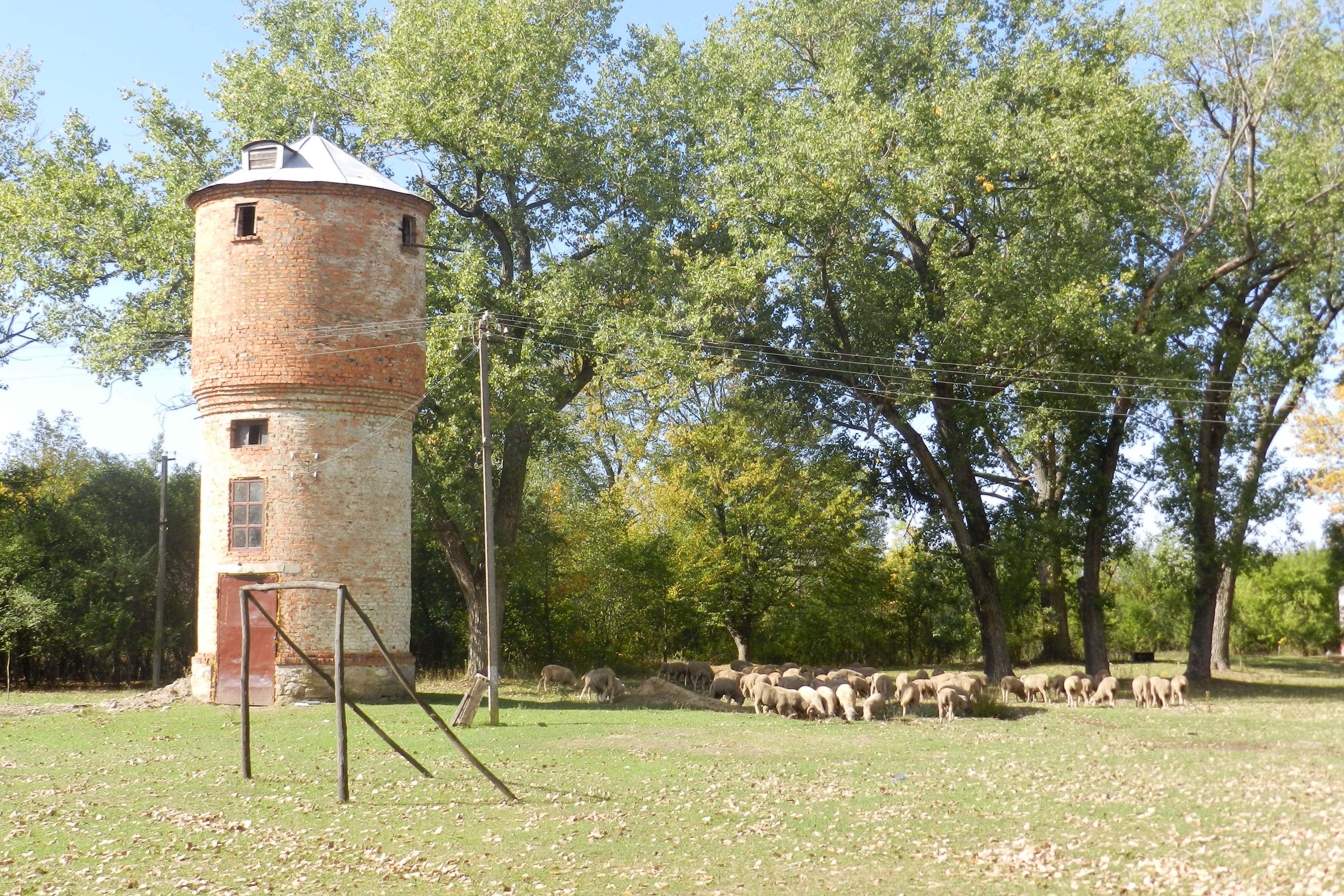
Csehszlovák kori víztorony birkanyájjal

1921-es népszavazás adatai szerint Csikósgorondon 7 lakóházat számoltak össze.
1928-ban a Schönborn család a birtokot a Latorca Rt-nek adta el.
A 20. század elején mindkét helységet virágzó településként említették. Nyárasgorond azonban később elnéptelenedett.